# Fujiwara no Tashi
Fujiwara no Tashi (藤原多子 Fujiwara no Tashi), 1140 - 12 janvier 1202, est une Impératrice consort du Japon. Elle est d'abord la consort de l'empereur Konoe puis celle de l'empereur Nijō. Comme elle a été deux fois consort, elle est appelée « impératrice de deux générations ». Son père biologique est Kin'yoshi Tokudaiji, son père adoptif est Fujiwara no Yorinaga.

## Biographie
Fujiwara no Yorinaga épouse Sachiko (tante de Tashi), la fille ainée de Kin'yoshi Tokudaiji, et élève Tashi comme sa fille dès son jeune âge. Elle est mariée à l'empereur Konoe en 1150 alors qu'elle n'a que 10 ans. Après la mort de l'empereur en 1155, Tashi quitte le palais pour vivre dans la solitude. En 1160, à l'âge de 21 ans, elle est rappelée au palais par l'empereur Nijō et devient son impératrice. Elle est la seule impératrice japonaise à l'avoir été deux fois. Lorsque l'empereur Nijō meurt en 1165, Tashi renonce au monde pour devenir nonne bouddhiste. Elle est bien connue pour son écriture, son art et ses capacités musicales. Elle meurt à l'âge de 62 ans.

## Source de la traduction
- (en) Cet article est partiellement ou en totalité issu de l’article de Wikipédia en anglais intitulé « Fujiwara no Tashi » (voir la liste des auteurs).